# هینز سیتی (فلوریدا)
هینز سیتی (به انگلیسی: Haines City) شهری در شهرستان پولک ایالت فلوریدا است که در سال ۱۹۱۴ بنیان‌گذاری شده‌است. این شهر طبق سرشماری سال ۲۰۱۰ میلادی، ۲۰٬۵۳۵ نفر جمعیت داشته و مساحت آن نیز ۲۳٫۲ کیلومتر مربع است.